# NGC 2414
NGC 2414 ist ein offener Sternhaufen im Sternbild Achterdeck des Schiffs und hat eine Winkelausdehnung von 6,0' und eine scheinbare Helligkeit von 7,9 mag. Er wurde am 4. Februar 1785 von Wilhelm Herschel entdeckt.